# Mặt trận Đông Nam Á trong Chiến tranh thế giới thứ hai
Mặt trận Đông Nam Á trong Thế chiến II là một mặt trận quân sự trong Chiến tranh thế giới thứ hai từ năm 1941 đến 1945 ở Đông Nam Á. Cuộc chiến bắt đầu khi Đế quốc Nhật Bản xâm chiếm Thái Lan và Malaysia đã từ các căn cứ nằm ở Đông Dương ngày 08 tháng 12 năm 1941. Các trận đánh chính thức kết thúc ngày 09 tháng 9 năm 1945. Mặt trận này có thể nói là rất quan trọng với quân Nhật Bản vì nếu thắng thì họ sẽ sở hữu toàn bộ Đông Nam Á, loại bỏ Pháp và Anh khỏi đây, nếu thua, họ sẽ mất Đạo Quân Nam Phương.

## Sự thành công Ban đầu của Nhật
Đồng Minh phải chịu nhiều thiệt hại trong sáu tháng đầu tiên của cuộc chiến. Hai tàu lớn của Anh là HMS Repulse và HMS Prince of Wales đã bị đánh chìm bởi Hải quân và Không quân Đế quốc Nhật Bản ngày 10 tháng 12 năm 1941. Sau đó, Nhật Bản đánh chiếm Thái Lan, chính phủ Thái Lan chính thức liên minh với Nhật Bản. Nhật Bản xâm chiếm Hồng Kông trong trận Hồng Kông ngày 08 Tháng 12, cuộc xâm lược Miến Điện và cuộc xâm lược Đông Ấn thuộc Hà Lan.

### Malaya và Singapore

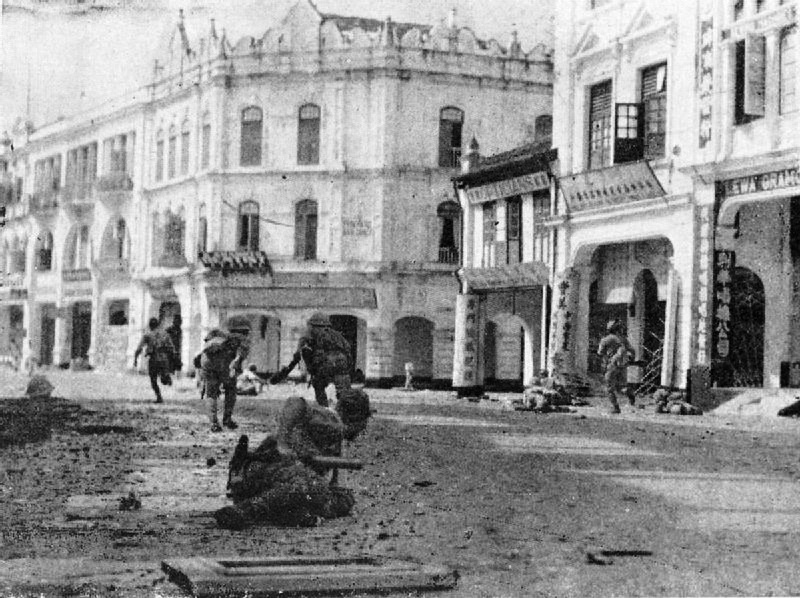
Quân Nhật tiến vào Malaya

Nhật Bản đã gặp lực lượng kháng chiến từ Quân đoàn III của quân đội Ấn Độ, những người Úc thuộc Sư đoàn 8 và các đơn vị Anh trong trận Malaya. Sau khi bị đuổi ra khỏi Malaya, lực lượng Đồng Minh tại Singapore, dưới sự chỉ huy của Trung tướng Arthur Percival, đầu hàng Nhật Bản ngày 15 Tháng 2 năm 1942, khoảng 130,000 quân Đồng minh đã trở thành tù nhân chiến tranh. Mùa thu Singapore trở thành vụ đầu hàng lớn nhất trong lịch sử quân Anh từ trước đến nay.

### Khu vực Ấn Độ Dương
Nhật Bản tấn công Ấn Độ Dương từ 31 tháng 3 đến 12 tháng 4 năm 1942 khiến quân Đồng Minh liên tục rút quân. Sau sự phá hoại của lực lượng ABDACOM trong các trận đánh trên đảo Java vào tháng hai và tháng ba, người Nhật đánh vào Ấn Độ Dương để tiêu diệt quân Anh tại đó và hỗ trợ cuộc xâm lược Miến Điện. Các cuộc tấn công chỉ thành công một phần. Nó đã không thành công trong việc phá hủy sức mạnh hải quân Đồng minh ở Ấn Độ Dương, nhưng nó đã làm lực lượng hạm đội Anh phải di dời từ Anh Ceylon về Kilindini gần Mombasa ở Kenyvee, Lúc này, Hải quân Anh không đủ sức đương đầu với Hải quân Nhật. Và một cuộc triệt thoái quân đội dần dần đã diễn ra, quân Anh ở đây dần dần giảm xuống. Từ tháng 5 năm 1942, nó cũng được sử dụng trong các cuộc xâm lược ở Madagascar - một hoạt động nhằm vô hiệu hoá bất kỳ nỗ lực của Nhật Bản để sử dụng các căn cứ trên lãnh thổ Vicy.
Năm 1942, thành phố Madras đã bị Nhật Bản không kích, nhưng thiệt hại vật chất là không đáng kể , mặc dù phản ứng của công chúng rất mạnh và thành phố đã được sơ tán vì lo ngại Nhật Bản xâm lược tiếp theo và ném bom. Nhiều gia đình giàu từ Madras di chuyển vĩnh viễn đến các trạm đồi trong lo sợ.

### Đánh chiếm Andaman và Nicobar
Andaman và Nicobar với hơn 130 hòn đảo nằm ở vịnh Bengal. Trước kia, Anh đã dùng đây làm nơi giam giữ các tù nhân chính trị và nô lệ Ấn Độ, châu Phi. Mục tiêu quân sự chính chính là thành phố Port Blair. Trước cuộc tấn công, quân Anh đã tăng cường lực lượng với 1 sư đoàn và 1 trung đoàn cấp tốc hành quân đến. Tuy vậy, người Anh nhận thấy không thể bảo vệ nổi quần đảo nên đã phải rút quân.

## Mặt trận Miến Điện-Đồng minh đảo lộn tình thế
Mặt trận Miến Điện diễn ra chủ yếu giữa Khối thịnh vượng chung Anh, Trung Quốc và Hoa Kỳ chống lại các lực lượng quân đội của Đế quốc Nhật Bản, Thái Lan, Quân đội Miến Điện độc lập và Quân đội quốc gia Ấn Độ. Khí hậu của vùng này chủ yếu là nóng ẩm, gió mùa. Thời tiết này hoàn toàn không phù hợp với người Anh và người Nhật. Vì thế, lực lượng chủ yếu là binh sĩ thuộc địa. Quân đội hai bên giao tranh rất ác liệt. Quân đội phe Đồng Minh thất bại vào thời gian 1942-1943, và bị thiệt hại nặng nề (71.244 người chết và bị thương ). Tuy nhiên, sau đó, họ đã đảo ngược tình thế, thắng quân Trục năm 1944 và thắng chung cuộc. Mặt trận Miến Điện kết thúc với phần thắng của Đồng Minh. Đây là một chiến thắng lớn, giúp đảo lộn tình hình mặt trận.

## Những cuộc không chiến
Giai đoạn 1944-1945 là một giai đoạn thành công của quân Đồng Minh ở Đông Nam Á. Lực lượng quân Nhật bị đánh bại liên tiếp. Để rút ngắn cuộc chiến, quân Anh-Mỹ đã lập kế hoạch không kích. Quân Anh không còn bị Đức đe doạ ở châu Âu, vì thế, họ đã chuyển một lực lượng lớn đến Viễn Đông. Đây là một bước quan trọng để Anh gành lại sự ảnh hưởng tại Đông Nam Á. Tuy nhiên, để thành công, họ phải kết hợp với Mỹ. để có được những kinh nghiệm cần thiết để phục vụ cho các bước đi xa hơn tiếp theo. Để hiện thực hóa mục tiêu đề ra, quân Anh đã đánh phá tiêu hao tiềm lực quân Nhật thông qua các cuộc không kích các mỏ dầu và căn cứ Nhật tại Indonesia phối hợp cùng với các tàu của Mỹ.
Quân Anh liên tục không kích quân Nhật. Quân Mỹ thì chủ yếu tham gia Chiến dịch Matterhorn. Các cuộc ném bom đã gây cho Nhật sự thiệt hại nặng nề.